# La ricerca di Emily
La ricerca di Emily (Emily's Quest) è il terzo e ultimo romanzo della trilogia di Emily, scritto da Lucy Maud Montgomery. Dopo aver terminato Emily cresce, Montgomery sospese la scrittura di La ricerca di Emily e pubblicò Il castello blu; in seguito riprese la scrittura e lo pubblicò nel 1927.
Il copyright negli Stati Uniti di Emily's Quest è stato rinnovato nel 1955. Il romanzo è entrato nel pubblico dominio nel 2023.

## Trama
Emily Byrd Starr ha diciassette anni ed è diplomata. Gli abitanti di New Moon la considerano ormai adulta e le concedono più libertà. Emily e Teddy Kent sono amici dall'infanzia e, mentre Teddy si prepara a partire per due anni per studiare arte, Emily crede che la loro amicizia stia diventando qualcosa di più. La loro ultima sera insieme, promettono di pensarsi ogni volta che vedono la stella Vega.
Durante i due anni successivi, Emily cresce come scrittrice e affronta la solitudine. La sua carriera comincia a fiorire e la famiglia Murray finalmente accetta la sua vocazione. Emily si avvicina a Dean Priest, anche se teme che lui voglia amore mentre lei può offrirgli solo amicizia. Purtroppo, il rapporto tra Emily e Teddy si raffredda, poiché lui si concentra sulla sua carriera ed Emily nasconde i suoi sentimenti dietro l'orgoglio.
Delusa dalla mancata storia d'amore con Teddy, Emily si dedica alla scrittura e completa un romanzo, A Seller of Dreams. Dopo il rifiuto di diversi editori, chiede l'opinione di Dean, il quale lo giudica "carino ma superficiale". Distrutta, Emily brucia il manoscritto, ma si ferisce gravemente in un incidente. La convalescenza è lunga e Dean la sostiene, ma Emily perde la voglia di scrivere. Alla fine, decide di accettare la proposta di matrimonio di Dean, pensando di poter essere felice con un'amicizia duratura.
Le famiglie di entrambi disapprovano il fidanzamento: i Priest credono che Emily lo sposi per denaro, mentre i Murray sono scandalizzati per il passato di Dean e la differenza di età. Mentre aspettano di sposarsi, Emily e Dean arredano una casa chiamata "La Casa dei Disillusi", la stessa che Emily aveva sognato di condividere con Teddy. Tuttavia, una notte Emily ha un'esperienza extracorporea in cui vede Teddy e gli chiede di tornare da lei. Poco dopo, scopre che il traghetto su cui Teddy avrebbe dovuto viaggiare è affondato, ma lui è salvo perché ha avuto una visione di Emily. Rendendosi conto di amarlo ancora, Emily rompe il fidanzamento con Dean.
Dean, ferito, le confessa che il suo libro era buono, ma che lui era geloso della sua indipendenza. Emily ritrova la fiducia in se stessa e ricomincia a scrivere. La sua carriera letteraria continua a crescere, ma è devastata quando Teddy si fidanza con la sua amica Ilse. Nonostante il dolore, Emily mantiene il segreto che Mrs. Kent, la madre di Teddy, le confida: aveva bruciato una lettera d'amore che Teddy aveva scritto a Emily anni prima.
Alla vigilia del matrimonio tra Ilse e Teddy, Emily rivela accidentalmente a Perry, un amico d'infanzia, che Ilse lo ama da sempre. Ilse, capendo che Perry è sopravvissuto a un incidente d'auto, annulla il matrimonio con Teddy per sposare Perry. Anni dopo, Teddy ritorna e, con uno sguardo, lui ed Emily si riconciliano. Infine, decidono di sposarsi e superano anni di incomprensioni. Dean dona loro la "Casa dei Disillusi" e promette di rimanere loro amico.

## Edizione italiana
- Lucy Maud Montgomery, Il sentiero di Emily, traduzione di Angela Ricci, Gallucci, 2022